# Вулкан Врангеля
Вулкан Врангеля (англ. Mount Wrangell) — щитовий вулкан у Північній Америці в горах Врангеля, висотою — 4317 метрів. Розташований на південному сході штату Аляска, у США.

## Географія
Вулкан розташований в однойменних горах Врангеля, що в північній частині Північноамериканських Кордильєр, на території національного пару «Врангель-Сент-Елайс», в штаті Аляска (США) за 160 км від міжнародного кордону території Юкон (Канада), за 675 км на північний-захід від столиці штату Аляска — Джуно, за 380 км на схід-південний-схід від найвищої гори США і Північної Америки — Деналі (6191 м) та за 250 км на північний-захід від найвищої гори Канади — Лоґан (5959 м).
Абсолютна висота Головної вершини 4317 метрів над рівнем моря (50-та за висотою гора Північної Америки та 36-та — у США). Відносна висота — 1711 м. За цим показником вона займає 200-те місце у Північній Америці та 84-те у США. Топографічна ізоляція вершини відносно найближчої вищої гори Санфорд (4949 м), становить 14,5 км.
Окрім Головного піку вершини, яка розташована на північній стороні кальдери, на західній стороні — розташований Західний пік (4271 м). На північному заході розташований крутий шлаковий конус — гора Зенетті (3965 м), що піднімається на 277 метрів над північно-західними схилами гори.
Вулкан Врангеля маючи діаметр 30 км на висоті 2000 м — є одним з найбільших у світі вулканів континентального розташування. Це масивний андезитовий щитовий вулкан має потоки застиглої лави довжиною до 58 км і містить кальдеру заповнену льодом, діаметром 4-6 км та глибиною 1 км, розташовану в межах більш старої 15-кілометрової кальдери.

## Історія

### Утворення та виверження
Нинішній вулкан Врангеля почав утворюватись близько 750 000 років тому, на залишках старого вулкану, який був утворений в середині плейстоцену. Його розмір значно збільшився в проміжку часу від 600 000 до 200 000 років тому. Формування вершини кальдери відбувалося приблизно з 200 000 до 50 000 років тому. Три пост-кальдерні кратери розташовані на широкій вершині уздовж північного та західного країв кальдери. Крутий боковий шлаковий конус, гора Зенетті, розташована за 6 км на північний захід від головної вершини. Західний конус став джерелом рідких історичних вивержень, починаючи з 18 століття. Підвищений тепловий потік за останні роки розтопив великі обсяги льоду у північному кратері. Протягом останніх двох століть відбулося близько 13-ти значних вивержень, з них близько 7-ми протягом ХХ століття. Останнє виверження відбулося 1-2 серпня 2002 року. Фумароли все ще, час від часу, з'являються у кальдері.

### Підкорення
Вперше вулкан був підкорений у 1908 році альпіністами Р. Данне та В. Совле. Це перший великий вулкан, який був піднятий у горах Врангеля.